# Хаим Нахум
Хаим Нахум (ивр. חיים נחום‎; араб. حاييم ناحوم‎; англ. Haim Nahum, также Haim Nahum Effendi, Chaim Nahoum) — главный раввин Османской Империи (Хахам-баши) с 1909 по 1924 года и главный раввин Египта с 1925 по 1960 года.

## Биография
Родился в 1872 году в Измире, Турция и получил блестящее образование. Учился в йешиве в Тверии (в то время Османская Палестина), где получил высшее религиозное образование, затем учился во французском лицее, а позже получил степень по исламскому праву в Стамбуле.
После этого он учился в иешиве в Париже где получил диплом раввина (смиха). Во Франции Хаим Нахум также изучал лингвистику, историю и философию на факультете восточных языков Сорбоннского университета.
Преподавал в турецком военном училище, где познакомился со многими младотурками.
В 1922 году Хаим Нахум, представитель османских евреев, исполнял обязанности советника турецкого премьер-министра Исмет Паши во время Лозаннской мирной конференции. В интересах безопасности Хаим Нахум был вынужден изображать себя сторонником турецкого националистического движения и противником сионизма. Его направляли в США и в Европу где он лоббировал интересы кемалистов.
В 1925 году он получил приглашение от главы еврейской общины Каира и министра транспорта и финансов Египта Юсеф Аслан Каттауи Паша (1861—1942) занять должность главного раввина Египта. Хаим Нахум согласился и 19 марта 1925 года прибыл в Каир и приступил к службе. В 1929 году Египет предоставил Хаиму Нахуму египетское гражданство. Позднее, Хаима Нахума избрали членом египетского Сената. Он стал одним из основателей Академии арабского языка в Каире.
Время его службы в египетском раввинате совпало с ростом арабского национализма в начале 1940-х годов и постепенным угасанием еврейской общины в Египте в результате череды политических изменений в Египте и продолжительных конфликтов на Ближнем Востоке. После решения ООН о разделе Палестины на арабское и еврейское государства в 1947 году и в течение последующих лет многие египетские евреи были убиты и ранены в погромах, арестованы и интернированы по обвинению в сионистской деятельности. Еврейские предприятия были реквизированы, банковские счета заморожены, а получение выездных виз было возможно только по разрешению специального государственного агентства по делам евреев. В это сложное время раввин Нахум пытался свести к минимуму ущерб для своей общины. Он был очень осторожен в своих высказываниях, чтобы не высказать оппозицию к властям, опасаясь, что вся община может пострадать из-за его слов или действий. Он несколько раз удовлетворял просьбу властей выступить с заявлениями, осуждающими сионистов, но старался сделать их короткими и туманными, насколько это было возможно. Но когда во время войны Израиля за независимость ему было предложено обеспечить чтение во всех синагогах Египта молитв за победу египетских войск, он отказался это сделать.
Его отличали политическая мудрость, великолепная эрудиция, прекрасные человеческие качества, и огромный вклад в деле еврейского образования.
Хаим Нахум-эфенди скончался 13 ноября 1960 года, в возрасте 88 лет, и был похоронен на каирском еврейском кладбище Бассатин, где для него был построен специальный мавзолей.

## Награды и титулы
- Почётный президент «Египетского исторического общества по изучению еврейского наследия» (Societe d’Etudes Historiques Juives d’Egypte) созданной в ноябре 1925 года в Каире.[14][15]